# Boris Michajlov
Boris Petrovitsj Michajlov (Russisch: Борис Петрович Михайлов) (Moskou, 6 oktober 1944) was een Sovjet-Russisch ijshockeyer. 
Michajlov maakte in 288 interlands 207 doelpunten.
Michajlov won tijdens de Olympische Winterspelen van 1972 en die van 1976 de gouden medaille en in de Olympische Winterspelen van 1980 de zilveren medaille.
In totaal werd Michajlov achtmaal wereldkampioen.